# ルイ・ド・フロマン
ルイ・ド・フロマン（Louis de Froment, 1921年12月5日 - 1994年8月19日）は、フランス出身のオーケストラの指揮者。

## 人物・来歴
トゥールーズの生まれ。
地元の音楽院でヴァイオリン、フルートと和声を学んだあと、パリ音楽院でルイ・フレスティエ、ウジェーヌ・ビゴー、アンドレ・クリュイタンスの各氏に師事。1948年に卒業後は、ドーヴィルやカンヌのカジノのオーケストラの音楽監督を務めていたが、1958年からニースの放送局のオーケストラの指揮者とルクセンブルク放送交響楽団（現代のルクセンブルク・フィルハーモニー管弦楽団）の首席指揮者を務めた。ニースのほうは1959年まで務めたが、ルクセンブルク放送のほうは、1981年にレオポルト・ハーガーにその地位を譲るまで在任した。また、たびたびフランス国立放送管弦楽団に客演していた。
カンヌで死去。